# Argodrepana verticata
Argodrepana verticata är en fjärilsart som beskrevs av W. Warren 1907. Argodrepana verticata ingår i släktet Argodrepana och familjen sikelvingar. Inga underarter finns listade i Catalogue of Life.